# 서울특별시도
서울특별시도는 서울특별시의 주요 도로망을 형성하고 주요 지역과 인근 도시·항만·산업단지·물류시설 등을 연결하며 서울특별시의 기능을 유지하기 위하여 특히 중요한 도로로 서울특별시장이 그 노선을 인정한 것이다. 서울특별시는 여타의 도시와는 달리 도로 표지판에 표기하는 도로안내 노선 번호와 도로의 유지 관리를 위하여 도로법에 의해 지정된 관리용 노선을 각각 별도로 지정하여 운영하고 있다.

## 도로안내 노선 번호
서울특별시도는 광역시도나 시도와 달리 도로법에 의한 노선 번호와는 별도로 도로 표지판에 표기하는 도로 안내 노선 번호를 부여하였다. 현재 사용되는 도로안내 노선 번호는 1999년 8월 16일에 시행된 것이다. 본래 1988년 국토개발연구원에서 연구 시행한 '서울시 주요도로 노선번호 부여 및 표지판 설치계획'에 의거한 노선번호가 있었으나, 노선번호가 너무 많고 복잡하여 시민 활용의 저조 등 많은 문제점이 있어 1999년 8월 5일 도로안내 노선번호를 알기 쉽고 기억하기 쉽도록 '서울시도 도로안내 노선번호 개선계획'에 의거한 사업이 1999년 4월 도로표지 일제 정비 추진 계획과 함께 추진되었다. 초기에 서울시에서는 노선 번호의 사용률을 높이기 위하여, 특별시도가 국도와 중복되는 경우 국도 대신 특별시도의 노선 번호를 표기하기로 하고, 여러 경로로 홍보를 하는 등 인지도를 높이기 위해 노력하였다. 그러나 이후 2012년 2월 8일에 서울시에서는 도로표지 자문위원회를 구성하여 간선도로 중 국도와 자동차 전용도로를 제외한 노선의 서울시도 노선번호 표기를 제외하기로 결정하면서 자동차 전용도로가 아닌 시내도로의 시도 노선 번호는 사실상 폐지되었다.

### 노선 목록
- 부여된 규칙은 다음과 같다.
  - 남북종단도로：6개 주요도로에 대해 서쪽에서 동쪽으로 21, 31, 41, 51, 61, 71를 순차적으로 부여
  - 동서횡단도로：9개 주요도로에 대해 북쪽에서 남쪽으로 20, 30, 50, 60, 70, 88, 90, 92, 94를 순차적으로 부여
- 현재는 자동차 전용도로 노선에만 번호를 사용하고 있다.

| 표지 | 노선 번호 | 시점                   | 종점                           | 경유도로                                                                                   | 길이(km) | 비고   |
| ---- | --------- | ---------------------- | ------------------------------ | ------------------------------------------------------------------------------------------ | -------- | ------ |
| 20   | 20        | 구산동 (서울시계)      | 공릉동 (서울시계)              | 서오릉로, 진흥로, 평창문화로, 정릉로, 화랑로                                               | 21.3     | 동서축 |
| 21   | 21        | 시흥사거리             | 연신내역                       | 시흥대로, 여의대방로, 노량진로, 양녕로, 한강대로, 통일로                                   | 24.2     | 남북축 |
| 30   | 30        | 마포구 성산동          | 성동구 성수동                  | 내부순환로                                                                                 | 19.7     | 동서축 |
| 31   | 31        | 우면동 (서울시계)      | 광화문                         | 우면산로, 반포대로, 녹사평대로, 소공로, 세종대로                                           | 17.0     | 남북축 |
| 41   | 41        | 내곡 나들목            | 우이동                         | 헌릉로, 강남대로, 한남대로, 장충단로, 동호로, 대학로, 창경궁로, 동소문로, 삼양로           | 27.5     | 남북축 |
| 50   | 50        | 수색동 (서울시계)      | 상일 나들목 (서울시계)         | 수색로, 성산로, 사직로, 율곡로, 청계천로, 천호대로                                         | 30.4     | 동서축 |
| 51   | 51        | 내곡동 (서울시계)      | 도봉동 (서울시계)              | 언주로, 고산자로, 종암로, 도봉로                                                           | 31.0     | 남북축 |
| 60   | 60        | 온수동 (서울시계)      | 서하남IC입구 교차로 (서울시계) | 경인로, 여의대로, 마포대로, 신촌로, 서소문로, 을지로, 퇴계로, 왕십리로, 광나루로, 강동대로 | 33.6     | 동서축 |
| 61   | 61        | 복정교차로 (서울시계)  | 상계동                         | 동부간선도로                                                                               | 32.5     | 남북축 |
| 70   | 70        | 가양대교 (서울시계)    | 천호대교                       | 강변북로                                                                                   | 26.7     | 동서축 |
| 71   | 71        | 장지동 (서울시계)      | 신내동 (서울시계)              | 송파대로, 자양로, 천호대로, 용마산로                                                       | 18.7     | 남북축 |
| 88   | 88        | 개화 나들목 (서울시계) | 강일 나들목 (서울시계)         | 올림픽대로                                                                                 | 42.6     | 동서축 |
| 90   | 90        | 신정교                 | 선사사거리                     | 도림로, 대방천로, 도림로, 신풍로, 상도로, 사당로, 서초대로, 테헤란로, 올림픽로             | 28.3     | 동서축 |
| 92   | 92        | 행주대교               | 고덕동                         | 개화동로, 남부순환로, 양재대로                                                             | 44.6     | 동서축 |
| 94   | 94        | 강서구 염창동          | 강남구 일원동                  | 강남순환로                                                                                 | 34.0     | 동서축 |

### 초기 노선 지정
서울특별시의 도로안내 노선번호는 1988년 6월 7일에 처음 도입되었다. 이 노선 번호는 당시 대한민국에 고속도로나 일반국도에는 번호가 부여되어 있는데 반해 서울 시내 간선도로에는 이러한 번호가 없었기 때문에 1988년 서울 올림픽을 맞아 서울을 방문하는 외지인과 외국인들이 서울시내 간선도로망을 쉽게 알게하기 위해서 부여되었다.
1988년 당시의 도로 노선 번호는 다음과 같은 규칙으로 부여되었다.

#### 도시고속도로
- 도시고속도로에는 기억하기 쉬운 번호로 부여 (7개 노선)
  - 올림픽대로: 올림픽을 기념하기 위해 88번을 부여
  - 남부순환로: 서울시의 환상형 노선으로 99번을 부여

| 노선번호 | 노선명                | 기점           | 경유지       | 종점        | 연장 (km) | 비고                                     |
| -------- | --------------------- | -------------- | ------------ | ----------- | --------- | ---------------------------------------- |
| 88       | 올림픽대로            | 행주대교       | 한강고수부지 | 강일 나들목 | 36.0      |                                          |
| 99       | 남부순환로            | 암사동         | 행주대교     | 구리 나들목 | 84.5      |                                          |
| 77       | 강변도로              | 행주대교       | 강북강변로   | 구리시      | 39.4      |                                          |
| 66       | 북부간선도로          | 성산대교       | 홍은동       | 구리시      | 26.0      |                                          |
| 7        | 동부간선도로 강북구간 | 용비교         | 중랑천       | 의정부      | 28.0      |                                          |
| 8        | 동부간선도로 강남구간 | 서울종합운동장 | 탄천         | 세곡동      | 7.0       |                                          |
| 1        | 서부간선도로          | 성산대교       | 안양천       | 석수역      | 14.0      | 노선의 전구간이 국도 제1호선과 중복된다. |

#### 주간선도로
- 15개 노선
- 도심을 중심으로 동서, 남북의 축을 만들고 4분된 지역을 번호 부여를 위해 구역화
  - 북동지역: 20 ~ 29
  - 남동지역: 30 ~ 39
  - 남서지역: 50 ~ 59
  - 북서지역: 60 ~ 69
- 시계방향에 따라 순서대로 번호를 부여하되, 장래에 신설될 도로를 고려하여 일정 간격마다 결번을 둠
- 동서방향에 가까운 도로에는 짝수번호를, 남북방향에 가까운 도로에는 홀수번호 부여
- 국도 노선 번호와 겹치는 경우가 많은 40 ~ 49번은 부여하지 않음

| 노선번호 | 기점           | 경유지     | 종점         | 연장 (km) |
| -------- | -------------- | ---------- | ------------ | --------- |
| 20       | 국립중앙박물관 | 율곡로     | 광희동       | 4.0       |
| 21       | 율곡로         | 미아삼거리 | 의정부       | 15.0      |
| 28       | 태평로         | 천호대교   | 중부고속도로 | 19.5      |
| 32       | 서울역         | 올림픽대교 | 올림픽선수촌 | 17.0      |
| 33       | 왕십리         | 성수대교   | 개포동       | 9.5       |
| 35       | 충무로         | 한남대교   | 세곡동       | 19.5      |
| 36       | 봉림교         | 사당동     | 수서 IC      | 16.0      |
| 37       | 시청           | 반포대교   | 예술의전당   | 9.5       |
| 39       | 동작대교       | 남태령     | 과천         | 12.0      |
| 50       | 서부간선도로   | 테헤란로   | 천호대로     | 25.0      |
| 53       | 국립중앙박물관 | 한강대교   | 신월동       | 18.5      |
| 55       | 서울역         | 원효대교   | 시흥         | 17.5      |
| 57       | 아현동         | 마포대교   | 오류동       | 15.0      |
| 64       | 국립중앙박물관 | 남가좌동   | 행신리       | 13.0      |
| 67       | 서울역         | 홍제동     | 구파발       | 12.0      |

#### 보조간선도로
- 67개 노선
- 축이 되는 주간선도로의 번호에다 이 도로에 접속된 보조간선도로의 일련번호를 부여
  - 북동지역: 200 ~ 299
  - 남동지역: 300 ~ 399
  - 남서지역: 500 ~ 599
  - 북서지역: 600 ~ 699

| 축이 되는 주간선 노선 | 노선번호 | 기점             | 종점           | 연장 (km) | 비고            |
| --------------------- | -------- | ---------------- | -------------- | --------- | --------------- |
| 20                    | 201      | 삼청동길         | 삼청터널       | 2.5       |                 |
| 21                    | 211      | 한성대입구역     | 율목동         | 4.0       |                 |
| 21                    | 212      | 성신여대입구역   | 사직공원       | 10.0      | 북악산길 경유   |
| 21                    | 213      | 길음역           | 그린파크호텔   | 7.0       |                 |
| 21                    | 214      | 숭인국교         | 하계동         | 5.0       |                 |
| 21                    | 215      | 화계사길         | 전주동         | 8.0       |                 |
| 21                    | 216      | 우이동길         | 중계동         | 4.5       |                 |
| 3                     | 231      | 묵동교           | 청학리         | 12.5      | 태릉선수촌 경유 |
| 3                     | 232      | 공릉국교         | 원당           | 4.5       |                 |
| 6                     | 261      | 대광국교         | 동소문로       | 2.0       |                 |
| 6                     | 262      | 회기동           | 월계로         | 4.0       |                 |
| 28                    | 281      | 상왕십리동       | 고려대학교     | 3.0       |                 |
| 28                    | 282      | 왕십리           | 숭인국교       | 5.5       |                 |
| 28                    | 283      | 답십리동         | 중곡동         | 4.0       |                 |
| 28                    | 284      | 답십리동         | 보문동         | 5.0       |                 |
| 28                    | 285      | 천호대로         | 우이동길       | 11.5      | 한천로 경유     |
| 28                    | 286      | 천호대로         | 망우로         | 4.0       |                 |
| 28                    | 287      | 천호대로         | 망우동         | 5.0       |                 |
| 28                    | 288      | 천호대로         | 고덕동         | 6.5       |                 |
| 32                    | 321      | 회현동           | 소월길         | 3.0       |                 |
| 32                    | 322      | 무학동           | 포이동         | 11.0      | 압구정동 경유   |
| 32                    | 323      | 신당동           | 신촌           | 10.0      | 이태원로 경유   |
| 32                    | 324      | 성동교           | 광장동         | 7.0       |                 |
| 32                    | 325      | 성동교           | 자양로         | 4.5       |                 |
| 32                    | 326      | 올림픽페밀리타운 | 고덕동         | 10.0      | 거여동길 경유   |
| 35                    | 351      | 보광동           | 응봉동         | 4.0       |                 |
| 35                    | 352      | 잠원로           | 화물터미널     | 5.0       |                 |
| 35                    | 353      | 압구정로         | 반곡동         | 8.0       |                 |
| 35                    | 354      | 압구정로         | 헌릉로         | 8.5       |                 |
| 35                    | 355      | 신사역           | 청담동         | 3.0       |                 |
| 36                    | 361      | 남부순환로       | 서울종합운동장 | 10.0      | 역삼로 경유     |
| 39                    | 391      | 반포교           | 청담동         | 7.0       |                 |
| 39                    | 392      | 반포교           | 삼성동         | 7.5       |                 |
| 39                    | 393      | 반포교           | 남부순환로     | 3.0       |                 |
| 50                    | 501      | 신도림역         | 봉천동         | 7.5       |                 |
| 50                    | 502      | 상도동길         | 석수역         | 16.0      | 신림동 경유     |
| 53                    | 531      | 시청             | 광희동         | 3.0       |                 |
| 53                    | 532      | 시청             | 충정로         | 1.5       |                 |
| 53                    | 533      | 용산공고         | 서빙고국교     | 2.5       |                 |
| 53                    | 534      | 상도터널         | 서울대학교     | 5.5       |                 |
| 53                    | 535      | 노량진           | 상도동길       | 1.0       |                 |
| 53                    | 536      | 신길동           | 도림동         | 2.5       |                 |
| 55                    | 551      | 서울역           | 공덕동로타리   | 2.0       |                 |
| 55                    | 552      | 문성골           | 시흥동         | 4.5       |                 |
| 6                     | 561      | 신촌             | 신월인터체인지 | 10.5      |                 |
| 6                     | 562      | 양화대교         | 동작동         | 9.0       |                 |
| 6                     | 563      | 양화대교         | 문래동         | 2.5       |                 |
| 6                     | 564      | 염창동           | 동양공전       | 6.5       |                 |
| 6                     | 565      | 양화교           | 방화동         | 7.5       |                 |
| 6                     | 566      | 등촌동           | 목동           | 5.5       |                 |
| 6                     | 567      | 올림픽대로       | 원종동         | 7.0       |                 |
| 6                     | 568      | 내발산동         | 고척동         | 7.0       |                 |
| 57                    | 571      | 영등포로터리     | 대림동         | 3.0       |                 |
| 57                    | 572      | 대림동           | 철산동         | 4.5       |                 |
| 57                    | 573      | 도림동           | 구로동         | 4.0       |                 |
| 57                    | 574      | 신도림동         | 가리봉동       | 3.0       |                 |
| 57                    | 575      | 개봉동           | 철산동         | 3.0       |                 |
| 64                    | 641      | 체부동           | 홍지동         | 3.0       |                 |
| 64                    | 642      | 홍대입구         | 돈암동         | 12.5      | 세검정길 경유   |
| 64                    | 643      | 남가좌동         | 대조동         | 4.5       |                 |
| 64                    | 644      | 수색동           | 구파발동       | 5.5       |                 |
| 64                    | 645      | 화전리           | 동산리         | 6.0       |                 |
| 66                    | 661      | 모래내길         | 도내리         | 8.5       |                 |
| 66                    | 662      | 신당동           | 녹번동         | 3.5       |                 |
| 67                    | 671      | 녹번동           | 용두리         | 6.0       |                 |
| 67                    | 672      | 불광동           | 북한산길       | 4.5       |                 |
| 67                    | 673      | 구파발           | 송추           | 10.0      |                 |

## 관리용 노선
도로법에 의하여 지정된 서울특별시도로서 도로의 유지 관리를 위한 목적으로 사용된다. 서울특별시에서는 도로안내 노선 번호를 따로 사용하기 때문에 이 노선의 번호는 도로 표지판에 표기하지 않는다.

### 초기 노선 지정
1999년 3월 31일에 지정된 서울특별시도 목록이다. 서울특별시공고 제1999-252호 기준이다.
| 노선 번호 | 노선명          | 기점                              | 종점                              | 주요 경과지    | 길이 (m) | 비고 |
| --------- | --------------- | --------------------------------- | --------------------------------- | -------------- | -------- | ---- |
| 1         | 세종로          | 종로구 세종로 (세종로 비각)       | 종로구 세종로 (광화문)            | 세종문화회관   | 600      |      |
| 2         | 태평로          | 종로구 세종로 (세종로사거리)      | 중구 태평로2가 (남대문)           | 시청           | 1,150    |      |
| 3         | 청계천로        | 종로구 세종로 (동아일보사옥)      | 동대문구 답십리동 (신답초등학교)  | 청계천3가      | 6,050    |      |
| 4         | 종로            | 종로구 세종로 (세종로사거리)      | 종로구 종로6가 (동대문)           | 종로3가        | 2,850    |      |
| 5         | 새문안길        | 종로구 세종로 (세종로사거리)      | 서대문구 충정로2가 (서대문로터리) | 경향신문사옥   | 1,150    |      |
| 6         | 남대문로        | 종로구 관철동 (보신각)            | 중구 봉래동2가 (서울역)           | 남대문         | 2,100    |      |
| 7         | 삼일로          | 종로구 운니동 (덕성학원)          | 중구 충무로2가 (세종호텔)         | 청계천2가      | 1,850    |      |
| 8         | 왕산로          | 종로구 종로6가 (동대문)           | 동대문구 청량리동 (청량리로터리)  | 신설동         | 3,350    |      |
| 9         | 흥인문로        | 종로구 종로6가 (동대문)           | 중구 광희동2가 (광희동오거리)     | 동대문운동장   | 850      |      |
| 10        | 율곡로          | 종로구 중학동 (동십자각)          | 종로구 종로6가 (동대문)           | 이화동사거리   | 3,050    |      |
| 11        | 사직로          | 종로구 중학동 (동십자각)          | 독립문                            | 사직공원       | 1,850    |      |
| 12        | 효자로          | 경복궁역                          | 칠궁                              | 효자동         | 1,000    |      |
| 13        | 창의문길        | 궁정동 자하문길                   | 부암동 자하문길                   | 청운동         | 1,700    |      |
| 14        | 우정국로        | 제일은행본점                      | 안국동사거리                      | 조계사         | 600      |      |
| 15        | 다산로          | 숭인동사거리                      | 약수고개                          | 신당동         | 3,250    |      |
| 16        | 창경궁로        | 종로4가                           | 혜화동로터리                      | 창경궁         | 1,800    |      |
| 17        | 배오개길        | 종로4가                           | 동국대입구                        | 을지로4가      | 1,000    |      |
| 18        | 대학로          | 종로5가                           | 혜화동로터리                      | 이화동사거리   | 1,600    |      |
| 19        | 동소문로        | 혜화동로터리                      | 미아리고개                        | 동소문동       | 2,400    |      |
| 20        | 진흥로          | 세검정초등학교                    | 역촌오거리                        | 구기터널       | 3,950    |      |
| 21        | 수표다리길      | 낙원상가                          | 남학동                            | 종로3가        | 1,450    |      |
| 22        | 돈화문로        | 돈화문                            | 중대부속병원                      | 청계3가        | 1,900    |      |
| 23        | 자하문길        | 사직로                            | 세검정삼거리                      | 자하문터널     | 3,250    |      |
| 24        | 북악산길        | 자하문                            | 미아리고개                        | 부암동         | 7,750    |      |
| 25        | 삼청동길        | 종로구 중학동 (동십자각)          | 삼청터널                          | 삼청공원       | 2,950    |      |
| 26        | 인왕산길        | 사직공원                          | 자하문                            | 옥인동         | 2,350    |      |
| 27        | 한강로          | 중구 봉래동2가 (서울역)           | 한강대교 남단                     | 삼각지로터리   | 5,200    |      |
| 28        | 동호로          | 장충공원                          | 동호대교 남단                     | 금호동         | 4,450    |      |
| 29        | 반포로          | 퇴계로                            | 남부순환로                        | 반포대교       | 9,550    |      |
| 30        | 의주로          | 중구 봉래동2가 (서울역)           | 홍은사거리                        | 독립문         | 4,800    |      |
| 31        | 퇴계로          | 중구 봉래동2가 (서울역)           | 광희문                            | 회현동         | 3,550    |      |
| 32        | 한남로          | 약수고개                          | 한남대교 남단                     | 북한남사거리   | 3,150    |      |
| 33        | 청파로          | 상수도사업본부                    | 남영역                            | 서부역         | 2,300    |      |
| 34        | 을지로          | 시청                              | 동대문운동장                      | 을지로3가      | 2,790    |      |
| 35        | 서소문로        | 중구 태평로2가 (시청앞광장)       | 아현삼거리                        | 서소문고가차도 | 1,450    |      |
| 36        | 훈련원로        | 종로                              | 장충공원                          | 을지로5가      | 1,550    |      |
| 37        | 왕십리길        | 한양중고교                        | 성동교 남단                       | 왕십리로터리   | 3,750    |      |
| 38        | 만리재길        | 서부역                            | 공덕동로터리                      | 만리동         | 2,050    |      |
| 39        | 칠패길          | 중구 봉래동1가 (남대문)           | 서소문공원                        | 염천교         | 550      |      |
| 40        | 무교동길        | 종로1가                           | 시청                              | 체육회관       | 450      |      |
| 41        | 소공로          | 시청                              | 상은본점                          | 조선호텔       | 550      |      |
| 42        | 마른내길        | 중부세무서                        | 광희동오거리                      | 중구청         | 1,770    |      |
| 43        | 소월길          | 남대문                            | 외국인아파트                      | 하얏트호텔     | 3,750    |      |
| 44        | 소파길          | 중구 충무로2가 (세종호텔)         | 남산놀이터                        | 남산공원       | 1,650    |      |
| 45        | 장충단길        | 광희동오거리                      | 약수고개                          | 타워호텔       | 2,200    |      |
| 46        | 마장로          | 동대문운동장                      | 동대문구 답십리동 (신답사거리)    | 마장2교        | 3,650    |      |
| 47        | 지봉길          | 숭인사거리                        | 명신초등학교                      | 창신초등학교   | 1,250    |      |
| 48        | 동작대로        | 용산가족공원                      | 남태령 시계                       | 동작대교       | 7,350    |      |
| 49        | 용호로          | 남영역                            | 여의교 남단                       | 원효대교       | 5,250    |      |
| 50        | 이태원로        | 삼각지로터리                      | 북한남삼거리                      | 이태원         | 3,050    |      |
| 51        | 서빙고로        | 중대용산병원                      | 반포대교 북단                     | 서빙고역       | 2,850    |      |
| 52        | 백범로          | 삼각지로터리                      | 공덕동로터리                      | 용산구청       | 2,250    |      |
| 53        | 원효로          | 강변북로                          | 원효로1가로터리                   |                | 750      |      |
| 54        | 후암동길        | 남대문경찰서                      | 한강로                            | 서울병무청     | 1,750    |      |
| 55        | 천호대로        | 동대문구 답십리동 (신답초등학교)  | 상일동 시계                       | 군자교         | 14,550   |      |
| 56        | 구의로          | 뚝섬 교차로                       | 광장동사거리                      | 구의역         | 4,750    |      |
| 57        | 응봉로          | 왕십리로터리                      | 성수대교 남단                     | 응봉동         | 3,400    |      |
| 58        | 고산자로        | 왕십리로터리                      | 종암동삼거리                      | 경동시장       | 3,300    |      |
| 59        | 광나루로        | 성동교 남단                       | 광진교 남단                       | 어린이대공원   | 7,390    |      |
| 60        | 독서당로        | 응봉로                            | 한남로                            | 금옥초등학교   | 3,950    |      |
| 61        | 능동로          | 중곡동길                          | 강변북로                          | 어린이대공원   | 4,450    |      |
| 62        | 중곡동길        | 능동로                            | 대공원후문                        | 중곡2동        | 1,700    |      |
| 63        | 자양로          | 대공원후문                        | 잠실대교 남단                     | 잠실대교       | 3,750    |      |
| 64        | 뚝섬로          | 성동교 남단                       | 자양로                            | 뚝도정수장     | 4,750    |      |
| 65        | 면목동길        | 천호대로                          | 망우로                            | 면목우체국     | 4,500    |      |
| 66        | 망우로          | 동대문구 청량리동 (청량리로터리)  | 망우동 시계                       | 중랑교         | 6,850    |      |
| 67        | 동일로          | 상봉동                            | 도봉동 시계                       | 묵동교         | 10,550   |      |
| 68        | 동이로          | 상봉동                            | 영동대교 남단                     | 군자교 남단    | 8,150    |      |
| 69        | 난계로          | 신설동로터리                      | 성동중학교                        | 상왕십리       | 1,200    |      |
| 70        | 하정로          | 신설동로터리                      | 동대문구 답십리동 (신답초등학교)  | 동대문구청     | 1,700    |      |
| 71        | 보문로          | 신설동로터리                      | 돈암시장                          | 성북구청       | 2,150    |      |
| 72        | 제기로          | 안암로                            | 동대문구 청량리동 (떡전육교)      | 홍파초등학교   | 1,680    |      |
| 73        | 배봉로          | 동대문구 답십리동 (태양아파트)    | 시립대입구                        | 전농1동        | 1,450    |      |
| 74        | 전농로          | 동대문구 답십리동 (천호대교)      | 동대문구 청량리동 (떡전육교)      | 전농동로터리   | 2,450    |      |
| 75        | 한천로          | 전농교                            | 도봉로                            | 중랑교         | 10,350   |      |
| 76        | 겸재길          | 동이로                            | 용마산길                          | 면목1동        | 1,650    |      |
| 77        | 용마산길        | 중곡동길                          | 망우로                            | 면일초등학교   | 3,770    |      |
| 78        | 중랑천길        | 동이로                            | 평화교통                          |                | 450      |      |
| 79        | 봉우재길        | 중랑초등학교                      | 용마산길                          | 혜원여중       | 2,400    |      |
| 80        | 사가정길        | 동대문구 답십리동 (신답사거리)    | 용마산길                          | 장안교         | 4,250    |      |
| 81        | 이문로          | 망우로                            | 화랑로                            | 외국어대앞     | 2,900    |      |
| 82        | 화랑로          | 종암로                            | 공릉동 시계                       | 화랑대역       | 8,600    |      |
| 83        | 종암로          | 종암동삼거리                      | 미아삼거리                        | 월곡동         | 2,300    |      |
| 84        | 안암로          | 대광고등학교앞                    | 종암동삼거리                      | 안암동         | 1,800    |      |
| 85        | 무학로          | 안암동로터리                      | 상왕십리역                        | 시립동부병원   | 2,100    |      |
| 86        | 미아로          | 미아리고개                        | 미아삼거리                        | 길음동         | 1,550    |      |
| 87        | 정릉길          | 북악터널                          | 월암교                            | 길음교         | 4,600    |      |
| 88        | 삼양로          | 미아로                            | 한신초등학교                      | 삼양시장       | 3,550    |      |
| 89        | 회기로          | 종암삼거리                        | 휘경동사거리                      | 회기동         | 1,770    |      |
| 90        | 돌곶이길        | 석관동로터리                      | 월계로                            | 장위동         | 1,450    |      |
| 91        | 삼선교길        | 삼선교                            | 안감내길                          | 삼선2동        | 1,100    |      |
| 92        | 안감내길        | 동소문동5가                       | 돈암사거리                        | 성북구청뒤     | 230      |      |
| 93        | 아리랑고개길    | 돈암사거리                        | 아리랑시장                        | 전병원앞       | 1,500    |      |
| 94        | 보국문길        | 청수교                            | 솔샘길                            | 정릉4동        | 1,050    |      |
| 95        | 월곡동길        | 종암로                            | 화랑로                            | 서울사대부중   | 1,200    |      |
| 96        | 성북동길        | 삼청터널                          | 삼선교                            | 성북2동        | 2,950    |      |
| 97        | 도봉로          | 미아삼거리                        | 도봉동 시계                       | 도봉구청       | 10,100   |      |
| 98        | 월계로          | 미아동삼거리                      | 동일로                            | 월계1,2교      | 4,550    |      |
| 99        | 쌍문동길        | 수유삼거리                        | 도봉로                            | 광산슈퍼       | 2,500    |      |
| 100       | 우이동길        | 화계사길                          | 우이동교통광장                    | 백운초등학교   | 3,450    |      |
| 103       | 솔샘길          | 한일은행                          | 미양초등학교                      | 삼양동사거리   | 1,450    |      |
| 105       | 증산로          | 신사오거리                        | 성산로                            | 신응교, 증가   | 4,700    |      |
| 106       | 연서로          | 신사오거리                        | 기자촌입구                        | 연신           | 4,250    |      |
| 107       | 서오릉로        | 은평구청                          | 갈현동 시계                       | 예일여중고     | 2,850    |      |
| 109       | 충정로          | 서대문구 충정로2가 (서대문로터리) | 아현삼거리                        | 미동초등학교   | 800      |      |
| 110       | 통일로          | 홍은동사거리                      | 진관내동 시계                     | 불광동         | 6,950    |      |
| 119       | 모래내길        | 의주로                            | 사천로                            | 백련교         | 3,500    |      |
| 140       | 시흥대로        | 강남성심병원                      | 시흥동 시계                       | 구로교         | 6,950    |      |
| 146       | 선유로          | 양화대교 남단                     | 문래동사거리                      | 양평동         | 3,350    |      |
| 148       | 대방로          | 여의교 남단                       | 강남성심병원                      | 서울공고       | 3,250    |      |
| 156       | 관악로          | 한강대교 남단                     | 서울대입구                        | 상도터널       | 6,100    |      |
| 168       | 강남대로        | 한남대교 남단                     | 양재대로                          | 논현동         | 6,900    |      |
| 184       | 헌릉로          | 양재대로                          | 송파대교                          | 내곡동         | 7,100    |      |
| 212       | 답십리길        | 왕산로                            | 동이로                            | 답십리         | 3,550    |      |
| 231       | 호압사길        | 신림로                            | 시흥동 시계                       | 시흥동         | 5,250    |      |
| 240       | 상계로          | 상계6동                           | 상계동                            | 노원역         | 3,150    |      |
| 241       | 초안산길        | 석계역                            | 도봉구청                          | 성북역         | 5,040    |      |
| 242       | 당고개길        | 상계6동                           | 상계동                            | 원광초등학교   | 5,780    |      |
| 243       | 강변북로        | 광장동 시계                       | 상암동 시계                       | 한강변북측도로 | 27,580   |      |
| 244       | 올림픽대로      | 하일동 시계                       | 행주대교 남단                     | 한강변남측도로 | 42,600   |      |
| 245       | 서부간선로      | 제물포길                          | 시흥대교                          | 안양천뚝길     | 9,900    |      |
| 246       | 동부간선로      | 상계동 시계                       | 장지동 시계                       | 중랑천, 탄천   | 32,630   |      |
| 247       | 북부간선도로    | 하월곡로터리                      | 신내동 시계                       | 화랑로         | 7,900    |      |
| 248       | 내부순환로      | 성산대교 북단                     | 성동교 남단                       |                | 19,730   |      |
| 249       | 광명 ~ 시흥길   | 기아대교                          | 시흥대로                          | 현대빌라       | 350      |      |
| 250       | 가리봉 ~ 독산길 | 하안대교                          | 독산동길                          | 두산초등학교   | 1,820    |      |
| 274       | 한강중로옆길    | 서빙고동사무소                    | 한강중학교                        |                | 550      |      |
| 275       | 서초 ~ 우면길   | 예술의 전당                       | 선암 교차로                       |                | 2,900    |      |
| 276       | 남산1호터널길   | 북한남삼거리                      | 중구 충무로2가 (세종호텔)         | 남산1호터널    | 2,650    |      |
| 282       | 광명 ~ 시흥길   | 시흥대교                          | 호압사길                          |                | 2,800    |      |
| 283       | 연서로연결길    | 기자촌입구                        | 진관내동 시계                     |                | 3,860    |      |
| 293       | 평창 ~ 성북길   | 세검정길                          | 성북동길                          |                | 1,800    |      |

### 노선 목록
이 노선은 2020년도 도로통계 기준이다.

#### 도시고속도로
| 노선 번호 | 노선명               | 노선명               | 기점                               | 종점                             | 주요 경과지                                                | 길이 (km) | 비고 |
| --------- | -------------------- | -------------------- | ---------------------------------- | -------------------------------- | ---------------------------------------------------------- | --------- | --- |
| C3        | 내부순환도시고속도로 | 내부순환도시고속도로 | 마포구 성산동                      | 마포구 성산동                    | 마포구, 서대문구, 종로구, 성북구, 동대문구, 성동구, 용산구 | 40.1      | 2001년 8월 6일 지정 |
| C3        | 경유도로             | 내부순환로           | 성산대교북단                       | 성동교 남단                      |                                                            | 19.73     | 구 248호선 |
| C3        | 경유도로             | 강변북로             | 성산대교 북단                      | 청담대교 북단                    |                                                            | 18.33     | 구 243호선 |
| C3        | 경유도로             | 동부간선도로         | 강변북로 연결                      | 살곶이다리                       |                                                            | 2.04      | 구 246호선 |
| 01        | 서부간선도로         | 서부간선도로         | 금천구 시계                        | 사천교로터리                     | 금천구, 구로구, 영등포구, 마포구                           | 18.44     | 2001년 8월 6일 지정 국도 제1호선(금천구 시계 ~ 성산대교) 국도 제48호선(성산대교 ~ 사천교로터리)                                                    |
| 01        | 경유도로             | 서부간선도로         | 목동교 교차로                      | 시흥대교                         | 안양천뚝길                                                 | 9.9       | 구 245호선 |
| 01        | 경유도로             | 성산로               | 목동교 교차로                      | 사천교로터리                     | 성산대교                                                   | 6.94      | |
| 02        | 동부간선도로         | 동부간선도로         | 강남구 세곡동 시계                 | 노원구 상계동 시계               | 송파구, 강남구, 성동구, 중랑구, 노원구                     | 32.53     | 2001년 8월 6일 지정 구 246호선 C3호선과 중복(뚝섬지구 ~ 살곶이다리)                                                                                |
| 03        | 북부간선도로         | 북부간선도로         | 하월곡로터리                       | 중랑구 시계                      | 화랑로, 태릉고등학교                                       | 7.8       | 2001년 8월 6일 지정 구 247호선 |
| 04        | 강변북로             | 강변북로             | 마포구 상암동 시계                 | 광진구 광장동 시계               | 마포구, 용산구, 성동구, 광진구                             | 29.04     | 2001년 8월 6일 지정 2004년 7월 10일 연장 구 243호선 국도 제46호선(마포대교 북단 ~ 광장로터리) C3호선, 02호선과 중복(성산대교 북단 ~ 청담대교 북단) |
| 05        | 올림픽대로           | 올림픽대로           | 강서구 개화동 시계 (천호대교 남단) | 강동구 시계 (강일 나들목)        | 강서구, 영등포구, 동작구, 서초구, 강남구, 송파구, 강동구   | 43.1      | 2001년 8월 6일 지정 구 244호선 |
| 06        | 경부간선도로         | 경부간선도로         | 한남대교 남단                      | 양재 나들목                      | 잠원 나들목, 반포 나들목, 서초 나들목                      | 6.83      | 2006년 1월 26일 신설 |
| 07        | 강남순환로           | 강남순환로           | 광명시 소하동 (소하 분기점)        | 과천시 주암동 (선암 나들목)      | 금천구, 관악구, 서초구, 경기도 광명시, 안양시, 과천시      | 13.82     | 2016년 6월 9일 신설 |
| 08        | 신월여의지하도로     | 신월여의지하도로     | 양천구 신월동 (신월 나들목)        | 영등포구 여의도동 (금융감독원앞) | 강서구, 양천구, 영등포구                                   | 7.68      | 2021년 9월 16일 신설 |
| 09        | 서부간선지하도로     | 서부간선지하도로     | 금천구 가산동 (금천영업소)         | 영등포구 양평동 (성산대교 남단)  | 금천구, 구로구, 영등포구                                   | 9.0       | 2021년 9월 16일 신설 |

#### 주간선도로
| 노선 번호 | 노선명          | 기점                    | 종점                             | 경유도로                                                   | 길이 (km) | 비고                                                                                              |
| --------- | --------------- | ----------------------- | -------------------------------- | ---------------------------------------------------------- | --------- | ------------------------------------------------------------------------------------------------- |
| C1        | 도심순환도로    | 서울적십자병원          | 서울적십자병원                   | 통일로, 사직로, 율곡로, 장충단로, 퇴계로, 청파로, 칠패로   | 11.44     | 2001년 8월 6일 지정 국도 제48호선(독립문 ~ 광화문)                                                |
| 21        | 시흥 ~ 중림선   | 시흥동 시계             | 서울시상수도사업본부             | 시흥대로, 여의대방로, 청파로                               | 17.69     | 2001년 8월 6일 지정 국도 제1호선(시흥동)                                                          |
| 22        | 신림 ~ 진관내선 | 서울대학교 입구         | 은평구 시계                      | 관악로, 양녕로, 한강대로, 통일로                           | 22.6      | 2001년 8월 6일 지정 국도 제1호선(연신내로터리 ~ 은평구 시계) C1호선과 중복(독립문로터리 ~ 서울역) |
| 23        | 갈현 ~ 적선선   | 경복궁역                | 은평구 시계                      | 자하문로, 세검정로, 진흥로, 서오릉로                       | 9.7       | 2001년 8월 6일 지정                                                                               |
| 24        | 봉래 ~ 세종로선 | 서울역                  | 광화문                           | 세종대로                                                   | 2.24      | 2001년 8월 6일 지정                                                                               |
| 25        | 사당 ~ 서빙고선 | 남태령                  | 한강중교앞                       | 동작대로, 서빙고로                                         | 8.25      | 2001년 8월 6일 지정                                                                               |
| 26        | 우면 ~ 중학선   | 우면동 시계             | 경복궁 사거리 (동십자각)         | 반포대로, 녹사평대로, 소공로, 무교로                       | 14.34     | 2001년 8월 6일 지정                                                                               |
| 27        | 장지 ~ 가회선   | 장지동 시계             | 안국역 사거리 (재동로터리)       | 헌릉로, 강남대로, 한남대로, 삼일대로                       | 21.22     | 2001년 8월 6일 지정                                                                               |
| 28        | 필동 ~ 도봉선   | 퇴계로4가               | 도봉구 시계                      | 창경궁로, 동소문로, 도봉로                                 | 16.48     | 2001년 8월 6일 지정                                                                               |
| 29        | 양재 ~ 혜화선   | 구룡사앞교차로          | 혜화동로터리                     | 논현로, 동호로, 대학로                                     | 12.94     | 2001년 8월 6일 지정                                                                               |
| 30        | 내곡 ~ 월곡선   | 내곡동시계              | 미아사거리                       | 언주로, 고산자로, 종암로                                   | 19.56     | 2001년 8월 6일 지정                                                                               |
| 31        | 장지 ~ 성수선   | 송파구시계              | 성동교 남단                      | 송파대로, 자양로, 아차산로, 왕십리로                       | 11.73     | 2001년 8월 6일 지정                                                                               |
| 32        | 세곡 ~ 상계선   | 세곡동시계              | 상계동시계                       | 밤고개로, 광평로, 영동대로, 동일로                         | 29.08     | 2001년 8월 6일 지정                                                                               |
| 41        | 우면 ~ 수서선   | 우면동시계              | 수서역                           | 양재대로, 밤고개로                                         | 9.18      | 2001년 8월 6일 지정                                                                               |
| 42        | 방화 ~ 사가정선 | 행주대교                | 면목동 (용마한신아파트)          | 개화동로, 남부순환로, 양재대로, 사가정로                   | 51.76     | 2001년 8월 6일 지정 2014년 11월 20일 연장                                                         |
| 43        | 신정 ~ 봉천선   | 목동중교                | 봉천로사거리                     | 도림천로, 봉천로                                           | 9.80      | 2001년 8월 6일 지정                                                                               |
| 44        | 사당 ~ 암사선   | 남성초등학교            | 선사사거리                       | 사당로, 서초대로, 테헤란로, 올림픽로                       | 17.07     | 2001년 8월 6일 지정                                                                               |
| 45        | 과해 ~ 삼성선   | 김포공항입구 교차로     | 삼성교 서단                      | 공항대로, 노들로, 현충로, 사평대로, 봉은사로               | 26.84     | 2001년 8월 6일 지정                                                                               |
| 46        | 양평 ~ 노고산선 | 경인고속입구 교차로     | 신촌로터리                       | 국회대로, 서강로                                           | 5.64      | 2001년 8월 6일 지정                                                                               |
| 47        | 공덕 ~ 봉래선   | 공덕오거리              | 서울역(서부)                     | 만리재로                                                   | 2.56      | 2001년 8월 6일 지정                                                                               |
| 48        | 을지 ~ 둔촌선   | 동대문역사문화공원      | 강동구시계 (서하남IC입구 교차로) | 퇴계로, 왕십리로, 광나루로, 강동대로                       | 16.24     | 2001년 8월 6일 지정                                                                               |
| 49        | 신월 ~ 신당선   | 신월 나들목             | 한양공고앞                       | 국회대로, 선유로, 양화로, 신촌로, 서소문로, 소공로, 을지로 | 17.05     | 2001년 8월 6일 지정                                                                               |
| 50        | 서린 ~ 상일선   | 광화문우체국 (청계광장) | 강동구시계                       | 청계천로, 천호대로                                         | 19.85     | 2001년 8월 6일 지정                                                                               |
| 51        | 온수 ~ 망우선   | 오류동시계              | 중랑구시계                       | 경인로, 마포대로, 충정로, 새문안로, 종로, 왕산로, 망우로   | 30.27     | 2001년 8월 6일 지정                                                                               |
| 52        | 신설 ~ 공릉선   | 신설동역                | 노원구시계                       | 보문로, 안암로, 종암로, 월곡로, 화랑로                     | 11.03     | 2001년 8월 6일 지정                                                                               |
| 53        | 가양 ~ 현저선   | 가양대교남단            | 독립문                           | 가양대교, 수색로, 성산로                                   | 12.24     | 2001년 8월 6일 지정                                                                               |

#### 보조간선도로

##### 세자리수 노선
| 노선 번호 | 노선명            | 기점                          | 종점                   | 경유 도로                              | 길이 (km) | 비고                                 |
| --------- | ----------------- | ----------------------------- | ---------------------- | -------------------------------------- | --------- | ------------------------------------ |
| 0101      | 광명 ~ 시흥선     | 기아대교                      | 시흥대로               | 기아로                                 | 0.35      |                                      |
| 0103      | 시흥 ~ 신림선     | 시흥대교                      | 동방1교 (미림여고입구) | 금하로, 호암로                         | 6.29      |                                      |
| 0105      | 시흥선            | 시흥동 시계                   | 벽산아파트 교차로      | 호암로                                 | 1.28      |                                      |
| 0107      | 가리봉 ~ 독산선   | 금천교                        | 독산4동 교차로         | 범안로                                 | 1.72      |                                      |
| 0111      | 성산 ~ 진관외선   | 성산교                        | 고양시 시계            | 농수산시장로, 월드컵로, 증산로, 연서로 | 12.56     | 국도 제1호선 중복(성산교 ~ 연신내역) |
| 0112      | 상암선            | 노들로                        | 상암사거리             | 월드컵대교, 증산로                     | 3.29      |                                      |
| 0113      | 성산 ~ 홍제선     | 성산교 북단                   | 홍제삼거리             | 농수산시장로, 월드컵로, 모래내로       | 5.69      |                                      |
| 0115      | 상암 ~ 대흥선     | 서부면허시험장                | 이대입구               | 월드컵로, 독막로, 대흥로               | 8.73      |                                      |
| 0117      | 상암 ~ 서교선     | 덕은2교 서단                  | 홍익대앞               | 월드컵북로, 홍익로                     | 5.53      |                                      |
| 0119      | 상암 ~ 성산선     | DMC 첨단산업센터              | 연남교 교차로          | 성암로                                 | 3.65      |                                      |
| 0121      | 증산 ~ 연희선     | 증산2교 (증산역)              | 연희삼거리             | 증가로                                 | 2.70      |                                      |
| 0123      | 신사 ~ 홍은선     | 신사동고개 교차로             | 홍연2교 교차로         | 가좌로                                 | 4.21      |                                      |
| 0125      | 서오릉 ~ 진관외선 | 박석고개삼거리                | 폭포동입구 교차로      | 진관1로                                | 1.04      |                                      |
| 0127      | 진관내 ~ 진관외선 | 은평뉴타운10단지              | 입곡삼거리             | 북한산로                               | 2.19      |                                      |
| 0301      | 월곡선            | 성북트리즘빌딩                | 방천시장입구           | 오패산로                               | 0.90      |                                      |
| 0401      | 청암 ~ 원효선     | 원효로시점                    | 원효대교북단           | 원효로                                 | 0.70      |                                      |
| 0403      | 성수선            | 강변북로                      | 서울숲입구 교차로      | 왕십리로                               | 0.41      |                                      |
| 0405      | 노유 ~ 중곡선     | 청담대교북단                  | 용곡삼거리             | 능동로                                 | 4.51      |                                      |
| 0407      | 잠실철교선        | 잠실철교남단                  | 서울광진우체국         | 잠실철교, 강변역로                     | 2.04      |                                      |
| 0501      | 잠실 ~ 방이선     | 신천중학교 (종합운동장분기점) | 올림픽공원 남4문       | 백제고분로                             | 5.15      |                                      |

##### 2000 ~ 3000번대
| 노선 번호 | 노선명              | 기점                                | 종점                   | 경유 도로                                                       | 길이 (km) | 비고                                                             |
| --------- | ------------------- | ----------------------------------- | ---------------------- | --------------------------------------------------------------- | --------- | ---------------------------------------------------------------- |
| 2101      | 시흥 ~ 독산본선     | 박미삼거리                          | 구로전화국             | 독산로                                                          | 3.70      |                                                                  |
| 2103      | 독산 ~ 등촌선       | 독산로 (독산동 쌈지공원)            | 등촌역                 | 가산로, 남부순환로, 구로동로, 구로중앙로, 목동로, 등촌로        | 10.06     | 42호선 중복 (디지털단지오거리 ~ 구로동로 시점)                   |
| 2105      | 독산 ~ 봉천선       | 독산로 (독산3동 주민센터)           | 관악구청               | 문성로, 신림로, 쑥고개로                                        | 4.38      | 4223호선 중복(신림1교 ~ 신림2교)                                 |
| 2107      | 가리봉 ~ 신길선     | 광명대교                            | 해군회관앞 교차로      | 가마산로                                                        | 5.38      |                                                                  |
| 2109      | 대림 ~ 영등포선     | 대림삼거리                          | 영등포로터리           | 신길로                                                          | 2.95      |                                                                  |
| 2111      | 여의도선            | 여의교                              | 여의교                 | 여의동로, 여의서로                                              | 7.20      |                                                                  |
| 2112      | 여의도 둔치선       | 서강대교남단                        | 서울교                 | 여의하류IC 진출입로                                             | 3.85      |                                                                  |
| 2113      | 의사당선            | 여의교 교차로                       | 국회의사당 교차로      | 의사당대로                                                      | 1.63      |                                                                  |
| 2115      | 봉래 ~ 관훈선       | 염천교                              | 안국동사거리           | 칠패로, 세종대로, 남대문로, 우정국로                            | 2.61      | 24호선 중복(칠패로 종점 ~ 숭례문교차로) C1호선 중복(염천교 구간) |
| 2201      | 상도 ~ 사당선       | 숭실대입구역                        | 사당시장               | 사당로                                                          | 2.35      |                                                                  |
| 2203      | 용산 ~ 서빙고선     | 용산역앞 교차로                     | 반포대교북단           | 서빙고로                                                        | 2.68      | 25호선 중복(동작대교북단 ~ 서빙고역교차로)                       |
| 2205      | 갈월 ~ 동자동선     | 숙대입구역                          | 서울역                 | 두텁바위로, 후암로                                              | 1.78      |                                                                  |
| 2207      | 한남 ~ 태평로선     | 남산맨션                            | 숭례문                 | 소월로                                                          | 3.78      |                                                                  |
| 2209      | 남창 ~ 남산선       | 도동삼거리                          | 퇴계로2가 교차로       | 소파로                                                          | 1.41      |                                                                  |
| 2301      | 역촌 ~ 녹번선       | 역촌역                              | 녹번역                 | 서오릉로, 은평로                                                | 1.32      |                                                                  |
| 2303      | 팔판 ~ 효자선       | 삼청로                              | 신교동교차로           | 청와대로, 효자로                                                | 1.00      |                                                                  |
| 2305      | 역촌 ~ 대조선       | 신사오거리                          | 구 질병관리본부        | 진흥로                                                          | 1.90      | 23호선 중복(역촌역 ~ 구 질병관리본부)                            |
| 2501      | 용산 ~ 성수선       | 동작대교북단                        | 뚝도아리수정수센터     | 서빙고로, 뚝섬로                                                | 6.94      | 옛 강변북로 경유                                                 |
| 2503      | 금호 ~ 청구선       | 금호삼거리                          | 청구역                 | 금호로, 청구로                                                  | 2.27      |                                                                  |
| 2601      | 서초 ~ 청담선       | 교대입구 교차로                     | 청담교 동단            | 사임당로, 역삼로                                                | 6.29      |                                                                  |
| 2603      | 남산2호터널선       | 남산2호터널 남단                    | 남산2호터널입구 교차로 | 남산2호터널(녹사평대로58길)                                     | 1.93      |                                                                  |
| 2701      | 신사 ~ 청담선       | 신사역                              | 영동대교남단           | 도산대로                                                        | 3.00      |                                                                  |
| 2702      | 위례터널선          | 위례터널시점                        | 위례터널종점           | 위례터널                                                        | 2.27      | 서울시 구간 연장: 1336m                                          |
| 2703      | 한남 ~ 응봉선       | 한남역                              | 응봉삼거리             | 독서당로                                                        | 4.95      |                                                                  |
| 2705      | 충무 ~ 낙원선       | 퇴계로2가                           | 낙원상가               | 수표로                                                          | 1.23      |                                                                  |
| 2707      | 필동 ~ 와룡선       | 충무로역                            | 창덕궁 교차로          | 충무로, 돈화문로                                                | 1.87      |                                                                  |
| 2709      | 저동 ~ 을지로선     | 명동대성당                          | 광희동사거리           | 마른내로                                                        | 1.73      |                                                                  |
| 2801      | 동선 ~ 정릉선       | 삼선교길                            | 아리랑고개입구 교차로  | 아리랑로                                                        | 1.51      |                                                                  |
| 2803      | 돈암 ~ 창동선       | 길음역                              | 도봉문화정보도서관     | 삼양로, 해등로                                                  | 9.83      |                                                                  |
| 2805      | 미아 ~ 상계선       | 미아사거리                          | 상계주공10단지         | 월계로, 한글비석로                                              | 9.79      |                                                                  |
| 2807      | 정릉 ~ 번동선       | 정릉입구 교차로                     | 강북구민운동장 교차로  | 보국문로, 솔샘로, 오현로                                        | 6.51      |                                                                  |
| 2809      | 미아 ~ 수유선       | 솔샘문화정보도서관                  | 국립4·19민주묘지       | 인수봉로                                                        | 3.15      |                                                                  |
| 2811      | 수유 ~ 상계선       | 한신대 교차로                       | 상계동 시계            | 덕릉로                                                          | 9.82      |                                                                  |
| 2813      | 수유 ~ 상계7선      | 수유사거리                          | 상계6.7동주민센터      | 노해로                                                          | 5.19      |                                                                  |
| 2815      | 쌍문 ~ 도봉선       | 숭미초교 교차로                     | 신도봉사거리           | 시루봉로                                                        | 3.10      |                                                                  |
| 2817      | 공릉 ~ 우이선       | 화랑대사거리                        | 우이동 도선사입구      | 노원로, 방학로                                                  | 10.87     |                                                                  |
| 2819      | 도봉역선            | 도봉역                              | 수락산역               | 도봉로170길, 동일로243길                                        | 0.99      | 전구간 국도 제3호선 중복                                         |
| 2821      | 도봉산입구선        | 도봉산역                            | 도봉산청소년마을       | 도봉산길                                                        | 0.53      |                                                                  |
| 2901      | 한남 ~ 광희선       | 버티고개                            | 광희동사거리           | 장충단로                                                        | 2.15      |                                                                  |
| 3001      | 성수동1가선         | 용비교 동단                         | 성동교 교차로          | 광나루로                                                        | 1.33      |                                                                  |
| 3003      | 흥인 ~ 면목선       | 흥인사거리                          | 용마한신아파트         | 마장로, 사가정로                                                | 7.75      |                                                                  |
| 3005      | 마장 ~ 사근선       | 서울시설공단 교차로 (고산자교 남단) | 마장삼거리             | 살곶이길, 마조로                                                | 5.22      |                                                                  |
| 3007      | 종암 ~ 회기선       | 고려대앞 교차로                     | 회기역앞 교차로        | 회기로                                                          | 1.66      |                                                                  |
| 3009      | 금호 ~ 행당선       | 신금호역                            | 무학여고앞             | 행당로                                                          | 1.38      |                                                                  |
| 3101      | 장지 ~ 거여선       | 위례서로                            | 거여역교차로           | 위례서로, 양산로                                                | 2.20      |                                                                  |
| 3102      | 장지 ~ 문정선       | 위례1지하차도                       | 광평교 교차로          | 위례중앙로, 탄천동로                                            | 3.81      |                                                                  |
| 3103      | 문정 ~ 고덕선       | 장지교 교차로                       | 샘터근린공원 교차로    | 충민로2길, 새말로8길, 문정로4길, 송이로32길, 동남로12길, 동남로 | 9.82      |                                                                  |
| 3105      | 신천동선            | 잠실대교 남단                       | 올림픽회관앞           | 올림픽로35길                                                    | 1.51      |                                                                  |
| 3107      | 구의 ~ 광장선       | 자양사거리                          | 광장동 시계            | 아차산로                                                        | 3.88      | 국도 제43, 46호선 중복(광장사거리 ~ 시계)                        |
| 3109      | 구의선              | 자양사거리                          | 아차산역 사거리        | 자양로                                                          | 1.69      | 전구간 국도 제3호선 중복                                         |
| 3111      | 성수 ~ 자양선       | 용비교                              | 잠실대교 북단          | 뚝섬로                                                          | 5.50      |                                                                  |
| 3201      | 면목 ~ 상봉선       | 면목교                              | 상봉터미널             | 면목천로, 망우로52길                                            | 1.65      |                                                                  |
| 3203      | 휘경 ~ 면목선       | 휘경여중고 교차로                   | 겸재삼거리             | 겸재로                                                          | 2.64      |                                                                  |
| 3205      | 봉우재선            | 중랑초등학교 교차로                 | 우림시장 교차로        | 봉우재로                                                        | 2.40      |                                                                  |
| 3207      | 이문 ~ 신내선       | 이문파출소 교차로                   | 능산삼거리             | 한천로58길, 봉화산로                                            | 4.06      |                                                                  |
| 3209      | 노원역 ~ 불암산역선 | 노원구청                            | 불암산역               | 상계로                                                          | 3.15      |                                                                  |
| 3211      | 자곡 ~ 문정선       | 자곡사거리                          | 건영아파트앞 교차로    | 자곡로, 새말로                                                  | 1.74      |                                                                  |

##### 4000 ~ 5000번대
| 노선 번호 | 노선명                       | 기점                         | 종점                           | 경유 도로                                  | 길이 (km) | 비고                                       |
| --------- | ---------------------------- | ---------------------------- | ------------------------------ | ------------------------------------------ | --------- | ------------------------------------------ |
| 4101      | 수서 ~ 오금선                | 수서역                       | 올림픽선수촌아파트 교차로      | 광평로, 중대로                             | 3.95      |                                            |
| 4103      | 양재대로 ~ 헌릉로간 연결도로 | 화물트럭터미널               | 염곡 나들목                    | 양재대로12길                               | 1.69      |                                            |
| 4201      | 방화 ~ 염창선                | 개화사거리                   | 양화교                         | 양천로                                     | 7.65      |                                            |
| 4203      | 공항 ~ 내발산선              | 공항동 시계                  | 마곡역 (구 내발산삼거리)       | 오정로, 발산로                             | 3.68      | 전구간 국도 제6호선 중복                   |
| 4204      | 남부순환로 ~ 공항로          | 강서면허시험장 교차로        | 마곡역                         | 수명로, 마곡중앙로                         | 1.50      |                                            |
| 4205      | 외발산 ~ 방화선              | 부천시계                     | 88 분기점                      | 방화대로                                   | 4.80      |                                            |
| 4207      | 신월 ~ 가양선                | 신월동 시계 (양원초교)       | 가양아파트 교차로              | 화곡로                                     | 4.81      |                                            |
| 4209      | 신월 ~ 화곡선                | 신월동 시계                  | 화곡터널입구 교차로            | 가로공원로                                 | 1.87      |                                            |
| 4211      | 신월 ~ 목동선                | 서서울호수공원앞 교차로      | 신목동역                       | 곰달래로, 목동중앙서로, 목동중앙로         | 5.08      |                                            |
| 4213      | 신월 ~ 노량진선              | 과학수사연구원입구 교차로    | 한강대교남단                   | 오목로, 영등포로, 노량진로                 | 10.81     |                                            |
| 4214      | 신정이펜하우스 ~ 남부순환로  | 부천시계 (까치울터널)        | 신트리공원앞 교차로            | 신월로, 중앙로                             | 3.83      |                                            |
| 4215      | 궁동 ~ 영등포선              | 구로구 시계 (작동터널)       | 영등포로터리                   | 신정로, 목동서로, 양평로, 버드나루로       | 10.98     |                                            |
| 4217      | 목동선                       | 목동아파트 12단지            | 양평교 서단                    | 목동동로                                   | 4.24      |                                            |
| 4218      | 항동 ~ 개봉선                | 오류 나들목                  | 부천시계 (범박터널)            | 서해안로                                   | 3.97      |                                            |
| 4219      | 개봉선                       | 개봉동 시계                  | 개봉사거리                     | 개봉로                                     | 1.29      |                                            |
| 4221      | 신대방 ~ 신림선              | 대림사거리                   | 난향삼거리                     | 대림로, 난곡로                             | 4.27      |                                            |
| 4223      | 신림 ~ 노량진선              | 서울대입구                   | 노량진삼거리                   | 신림로, 보라매로, 상도로, 장승배기로       | 7.38      | 5109호선 중복(신대방삼거리역 ~ 장승배기역) |
| 4225      | 봉천 ~ 상도선                | 남부순환로 (현대시장입구)    | 상도역                         | 양녕로                                     | 2.45      |                                            |
| 4227      | 방배 ~ 잠실선                | 서울메트로 교차로            | 아시아선수촌아파트             | 효령로, 도곡로                             | 9.15      |                                            |
| 4229      | 방배선                       | 경남아파트앞 교차로          | 삼호아파트 (사평대로)          | 방배로                                     | 2.87      |                                            |
| 4231      | 서초 ~ 개포선                | 우면삼거리                   | 개포3.4단지 교차로             | 서초중앙로, 잠원로, 압구정로, 삼성로       | 13.13     |                                            |
| 4233      | 일원 ~ 잠실선                | 탄천1교 교차로               | 잠실3삼거리                    | 삼전로                                     | 1.83      |                                            |
| 4235      | 신천 ~ 거여선                | 송파구청                     | 사자아파트앞                   | 오금로                                     | 4.96      |                                            |
| 4237      | 방이 ~ 마천선                | 올림픽공원 교차로            | 거마로                         | 위례성대로, 감일남로                       | 2.99      |                                            |
| 4239      | 광장 ~ 상일선                | 광진교북단                   | 천호대로 (동아아파트앞)        | 구천면로, 동남로, 상암로                   | 5.79      | 3103호선 중복(한영중고교앞 ~ 대명초교입구) |
| 4241      | 암사 ~ 상일선                | 토끼굴입구                   | 하남시계 (강일리버파크 10단지) | 고덕로                                     | 5.07      |                                            |
| 4243      | 목동 ~ 안양천선              | 목동동로                     | 목동빗물펌프장                 | 목동동로 ~ 안양천로 연결도로               | 0.33      |                                            |
| 4245      | 암사 ~ 강일선                | 선사초교 교차로              | 하남시계 (강일 5.7단지)        | 아리수로                                   | 4.65      |                                            |
| 4301      | 구로 ~ 신길선                | 도림천                       | 신길삼거리                     | 도신로                                     | 2.63      |                                            |
| 4303      | 신림 ~ 봉천선                | 은천로입구                   | 은천삼거리                     | 은천로                                     | 1.81      |                                            |
| 4305      | 신정 ~ 목동선                | 목동중학교앞                 | 오목교역                       | 신목로                                     | 0.80      |                                            |
| 4501      | 이수 ~ 청담선                | 이수교차로                   | 청담도로공원                   | 신반포로, 학동로                           | 7.03      |                                            |
| 4601      | 문래 ~ 당산선                | 문래공원 교차로              | 당산역                         | 당산로                                     | 2.53      |                                            |
| 4603      | 하수 ~ 마포선                | 양화진성지                   | 마포역                         | 토정로                                     | 2.90      |                                            |
| 4801      | 상왕 ~ 동소문선              | 성동고교                     | 성북구청입구                   | 난계로, 보문로                             | 2.89      |                                            |
| 4803      | 홍익 ~ 용두선                | 상왕십리역                   | 안암오거리                     | 무학로                                     | 2.04      |                                            |
| 4805      | 송정 ~ 상봉선                | 화양삼거리                   | 상봉역                         | 군자로, 면목로                             | 5.64      |                                            |
| 4901      | 동교 ~ 월곡선                | 동교동삼거리                 | 하월곡 분기점                  | 연희로, 세검정로, 평창문화로, 정릉로       | 12.67     | 23호선 중복(세검정 ~ 신영동삼거리)         |
| 4903      | 신영 ~ 동선동선              | 세검정로                     | 삼선2교                        | 평창 ~ 성북 도로, 성북로, 삼선교로         | 5.22      |                                            |
| 4905      | 노고산 ~ 창신선              | 신촌로터리                   | 동묘앞역                       | 백범로, 이태원로, 한남대로, 다산로, 지봉로 | 11.74     |                                            |
| 4907      | 신촌역선                     | 신촌기차역입구 교차로        | 세브란스병원                   | 신촌역로                                   | 0.59      |                                            |
| 5001      | 답십리 ~ 전농선              | 청계한신휴플러스 교차로      | 서울시립대앞 교차로            | 서울시립대로                               | 1.49      |                                            |
| 5003      | 장안 ~ 수유선                | 도시철도공사 교차로          | 국립4·19민주묘지               | 한천로                                     | 12.18     |                                            |
| 5005      | 중곡 ~ 신내선                | 아차산역삼거리               | 중랑구 시계                    | 용마산로                                   | 8.18      | 국도 제47호선 중복(망우사거리 ~ 시계)      |
| 5007      | 면목 ~ 상봉선                | 중화중교                     | 망우역                         | 상봉로                                     | 1.33      |                                            |
| 5009      | 상일 ~ 고덕선                | 상일동 시계                  | 강일동입구 교차로              | 감초로, 상일로                             | 1.77      |                                            |
| 5101      | 오류 ~ 대림선                | 궁동삼거리                   | 썬프라자 교차로                | 오리로, 디지털로                           | 6.28      |                                            |
| 5102      | 광명 ~ 오류동길              | 광명시계 (천왕근린공원)      | 천왕이펜하우스3단지            | 광남로                                     | 1.00      |                                            |
| 5103      | 고척 ~ 가양선                | 구로소방서 교차로            | 궁산 나들목                    | 중앙로, 강서로                             | 9.12      |                                            |
| 5105      | 구로 ~ 염창선                | 광명고가차도                 | 염창 나들목                    | 안양천로                                   | 7.66      |                                            |
| 5107      | 문래 ~ 신길선                | 신도림고가램프 (도림교 동단) | 대방천사거리                   | 대방천로                                   | 3.20      |                                            |
| 5109      | 양평 ~ 상도선                | 경인고속입구 교차로          | 상도역                         | 선유로, 도림로, 상도로                     | 8.15      |                                            |
| 5111      | 창신 ~ 답십리선              | 동묘앞역                     | 답십리역                       | 지봉로, 고려대로, 제기로, 전농로           | 6.94      |                                            |
| 5113      | 신설 ~ 답십리선              | 신설동역                     | 신답철교                       | 천호대로                                   | 1.68      |                                            |
| 5115      | 용두 ~ 면목선                | 성바오로병원                 | 용마산로                       | 답십리로                                   | 3.68      |                                            |
| 5117      | 회기 ~ 번동선                | 시조사삼거리                 | 북서울꿈의숲 동문              | 이문로, 돌곶이로                           | 4.29      |                                            |
| 5119      | 망우 ~ 공릉선                | 신내지하차도 교차로          | 화랑대역                       | 신내로                                     | 2.89      |                                            |
| 5121      | 영등포 ~ 당산선              | 영등포역                     | 당산중교앞 교차로              | 영중로                                     | 1.71      |                                            |
| 5123      | 신도림 ~ 구로선              | 신도림동아3차                | 거리공원오거리                 | 경인로61길, 공원로                         | 1.64      |                                            |
| 5125      | 항동선                       | 구로구 시계                  | 구로구 시계                    | 부광로                                     | 0.29      | 2020년 12월 3일 지정                       |
| 5201      | 이문 ~ 창동선                | 이문고가차도                 | 창동역                         | 초안산로                                   | 6.97      |                                            |
| 5203      | 월계 ~ 도봉선                | 월릉교                       | 도봉동 시계                    | 마들로                                     | 9.35      |                                            |
| 5205      | 월계 ~ 마들선                | 광운대입구 교차로            | 월계미성아파트                 | 광운로, 광운로12길, 마들로1길              | 1.25      |                                            |
| 5301      | 북가좌 ~ 역촌선              | 북가좌삼거리                 | 역촌역                         | 응암로                                     | 3.82      |                                            |
| 5303      | 사직 ~ 종암선                | 사직공원                     | 개운산입구 교차로              | 인왕산로, 북악산로                         | 11.61     |                                            |
| 5305      | 적선 ~ 부암선                | 정부서울청사 교차로          | 자하문터널 북단                | 효자로, 창의문로                           | 2.60      |                                            |
| 5307      | 중화 ~ 성북선                | 경복궁 교차로 (동십자각)     | 성북동                         | 삼청로, 대사관로, 성북로                   | 3.47      |                                            |

## 역사
- 1988년 6월 7일: 도로안내 노선번호 부여
- 1999년 3월 31일: 서울특별시도 지정[16]
- 1999년 8월 16일: 도로안내 노선번호 전면 개정[1]
- 2001년 8월 6일: 서울특별시도 노선 체계를 변경해 다시 지정[17]
- 2003년 3월 15일: 0115호선 (상암 ~ 대흥선)에 서부면허시험장입구 ~ 가양로 680m 구간을 추가하여 노선 연장, 강변북로부터 상암사거리까지 1.83 km 구간을 0112호선 상암선으로 신설[18]
- 2004년 7월 10일: 04호선 (강변북로) 연장 변경, 3003호선 (흥인 ~ 면목선) 기점을 흥인로터리에서 동대문운동장으로 변경해 700m 노선 연장[19]
- 2006년 1월 26일: 11개 노선에 대한 신설 및 노선 변경[20]

- 06호선 경부간선도로 (한남대교 남단 ~ 양재 나들목) 6.83 km 노선 신설
- 3009호선 금호 ~ 행당선 (금호역 ~ 무학여고) 1.38 km 노선 신설
- 4243호선 목동 ~ 안양천선 (목동) 330m 노선 신설
- 4305호선 신정 ~ 목동선 (신정동 ~ 목동) 800m 노선 신설
- 5121호선 영등포 ~ 당산선 (영등포우체국 ~ 화학시험연구원) 1.71 km 노선 신설
- 5123호선 신도림 ~ 구로선 (태영아파트 ~ 현대주유소) 1.2 km 노선 신설
- 0407호선 잠실철교선 종점을 잠실철교 북단에서 강변역으로 변경해 1.43km에서 2.04km로 노선 연장
- 3005호선 마장 ~ 사근선 기점을 대한적십자사로, 종점을 성동노인복지관으로 변경해 4.4km에서 5.22km로 노선 연장
- 3111호선 성수 ~ 자양선 기점을 뚝섬로터리에서 용비교로 변경해 4.5km에서 5.5km로 노선 연장
- 4603호선 하수 ~ 마포선 기점을 대흥로에서 철길앞으로, 종점을 가든로터리에서 대농빌딩으로 변경해 2.9km에서 4.76km로 노선 연장
- 5101호선 오류 ~ 대림선 기점을 늘빛교회에서 서서울정보산업고로 변경해 4.38km에서 6.28km로 노선 연장

- 2007년 5월 10일: 성국교회에서 우리은행까지 1.9 km 구간을 2305호선 역촌 ~ 대조선으로, 광운대입구에서 월계미성아파트까지 1.25 km 구간을 5205호선 월계 ~ 마들선으로 신설[21]
- 2008년 1월 31일: 4603호선 하수 ~ 마포선 기점을 철길앞에서 대흥로로 환원해 4.76km에서 2.9km로 노선 축소[22]
- 2008년 8월 7일: 4개 노선 신설[23]
- 2010년 5월 20일: 박석고개삼거리에서 메뚜리다리앞 교차로까지 2.19 km 구간을 0123호선 서오릉 ~ 진관외선으로, 흥창사입구 교차로에서 입곡삼거리까지 1.04 km 구간을 0125호선 진관내 ~ 진관외선으로 신설. 2703호선 한남 ~ 응봉선 기점을 한남동오거리에서 한남빗물펌프장으로 변경해 4.37km에서 4.95km로 노선 연장[24]
- 2010년 7월 8일: 강일동입구 교차로에서 강일동 하남시계까지 950m 구간을 4245호선 암사 ~ 강일선으로 신설. 4241호선 암사 ~ 상일선 종점을 상일동길에서 상일동 하남시계로 변경해 4.07km에서 5.07km로 노선 연장[25]
- 2012년 1월 26일: 남부순환로에서 공항로까지 1.5 km 구간을 남부순환로 ~ 공항로선으로, 천왕동 광명시계에서 오류동길까지 1 km 구간을 광명 ~ 오류동길선으로 신설.[26]
- 2012년 2월 8일: 서울시내 도로 표지판 중 간선도로의 시도 노선번호(도로안내 노선번호) 표기를 제외하는 것으로 원칙 설정 (단, 전용도로는 예전대로 노선번호 표기)

- 2012. 2. 8. (수) 14:00 ~ 16:30
- 도로표지 설치 상의 대원칙 설정

1. 간선도로의 노선번호 표기는 제외하는 것으로 함 (국도, 전용도로는 예전대로 노선번호 표기)
2. 도로표지의 연속성을 위해 동일한 방향의 정보를 표지판에 명기
3. 시설물에 대한 성격 등을 등급별로 정해서 문안 적용시 일관성 있게 적용될 수 있도록 조치

- 심의결과
  - 올림픽대로 확장(반포~청담)외 6건 중 2건 조건부 승인
  - 강동 경희대 병원 등 5건 재심의

— 제1회 자문위원회 심의결과 조치사항

- 2012년 8월 30일: 4237호선 방이 ~ 오금선 종점을 거여동길에서 거마로로 변경해 2.06km에서 2.99km로 노선 연장, 방이 ~ 마천선으로 변경. 신월동 부천시계에서 신월지하차도까지 1.256 km 구간을 4214호선 신정이펜하우스 ~ 남부순환로선으로 신설.[27]
- 2013년 6월 13일: 한국화물터미널에서 헌릉로까지 1.69 km 구간을 4103호선 양재대로 ~ 헌릉로간 연결도로로 신설[28]
- 2013년 12월 12일: 5123호선 신도림 ~ 구로선 기점을 태영아파트에서 동아3차아파트 교차로로, 종점을 현대주유소에서 거리공원오거리로 변경해 1.2km에서 1.64km로 노선 연장[29]
- 2014년 11월 20일: 42호선 방화 ~ 암사선 종점을 암사동에서 면목동으로 변경하고 구리암사대교, 용마터널을 경유하는 노선으로 변경해 46.96km에서 51.76km로 노선 연장, 방화 ~ 사가정선으로 변경.[30]
- 2015년 5월 28일: 위례터널 2.269 km 구간을 2702호선 위례터널선으로 신설.[31]
- 2015년 9월 10일: 서울숲푸르지오1차아파트에서 청구역사거리까지 2.27 km 구간을 2503호선 금호 ~ 청구선으로 신설.[32]
- 2015년 11월 26일: C1호선 퇴계로 노선을 서울역고가도로 경유에서 청파로, 칠패길, 의주로 경유로 변경하여 3.15km에서 3.7km로 노선 변경[33]
- 2016년 6월 9일: 강남순환로 13.82 km 구간을 07호선 강남순환로로 신설[34]
- 2017년 11월 30일: 4245호선 암사 ~ 강일선의 기점을 강일동 입구에서 선사초교 앞으로 변경하여 0.95km에서 4.65km로 노선 연장[35]
- 2019년 4월 25일: 4214호선 신정이펜하우스 ~ 남부순환로선의 종점을 신월지하차도에서 신정동 신트리공원 교차로로 변경하여 1.256km에서 3.826km로 노선 연장[36]
- 2019년 12월 12일: 0117호선 상암 ~ 서교선 기점을 상암동 756번지에서 상암동 1571번지로 연장하고 주요통과지를 상암동길, 서교로에서 월드컵북로, 홍익로로 변경, 총 연장이 5.07km에서 5.53km로 노선 연장[37]
- 2020년 5월 28일: 01호선 서부간선도로 등 6개 노선 조정[38]
- 2020년 12월 3일: 5125호선 항동선 노선 신설[39]
- 2021년 9월 16일: 08호선 신월여의지하도로, 09호선 서부간선지하도로 신설, 05호선 올림픽대로와 0112호선 상암선 노선 조정[40]